# Европско првенство у атлетици за јуниоре 2013 — 400 метара за јуниоре
Такмичење у трчању на 400 метара у мушкој конкуренцији на 22. Европском првенству у атлетици за јуниоре 2013. у Ријетију Италија одржано је 18. и 19. јула 2013. године на Stadio Raul Guidobaldi стадиону.
Титулу освојену у Талину 2011, није бранио Марцел Деак-Нађ из Мађарске јер је прешао у млађе сениоре.

## Земље учеснице
Учествовало је 28 такмичара из 19 земаља.
1. Белорусија (1)
2. Исланд (1)
3. Италија (3)
4. Мађарска (2)
5. Немачка (1)
6. Норвешка (1)
7. Пољска (2)
8. Румунија (1)
9. Русија (3)
10. Словачка (1)
11. Словенија (1)
12. Србија (1)
13. Турска (2)
14. Уједињено Краљевство (1)
15. Украјина (1)
16. Француска (2)
17. Хрватска (2)
18. Шведска (1)
19. Шпанија (1)

## Квалификациона норма
| Норма |
| ----- |
| 48,30 |

## Освајачи медаља
|                       |                       |                           |
| Павел Ивашко · Русија | Патрик Добек · Пољска | Томас Жордије · Француска |

## Сатница
| Датум   | Време | Коло          |
| ------- | ----- | ------------- |
| 18. јул | 12:20 | Квалификације |
| 18. јул | 17:55 | Полуфинале    |
| 19. јул | 18:20 | Финале        |

## Рекорди
| Рекорди пре почетка Европског првенства 2013.     | Рекорди пре почетка Европског првенства 2013. | Рекорди пре почетка Европског првенства 2013. | Рекорди пре почетка Европског првенства 2013. | Рекорди пре почетка Европског првенства 2013. | Рекорди пре почетка Европског првенства 2013. |
| Рекорди                                           | Атлетичар                                     | Земља                                         | Време                                         | Место                                         | Датум                                         |
| ------------------------------------------------- | --------------------------------------------- | --------------------------------------------- | --------------------------------------------- | --------------------------------------------- | --------------------------------------------- |
| Европски рекорд У-20                              | Томас Шенлебе                                 | Источна Немачка                               | 45,01                                         | Берлин, Источна Немачка                       | 15. јул 1984.                                 |
| Рекорди европских првенстава У-20                 | Роџер Блек                                    | Велика Британија                              | 45,36                                         | Котбус, Источна Немачка                       | 24. август 1985.                              |
| Најбољи европски резултат сезоне У-20             | Патрик Добек                                  | Пољска                                        | 46,34                                         | Краков, Пољска                                | 4. јул 2013.                                  |
| Рекорди после завршеног Европског првенства 2013. |                                               |                                               |                                               |                                               |                                               |
| Најбољи европски резултат сезоне У-20             | Павел Ивашко                                  | Русија                                        | 46,24                                         | Ријети, Италија                               | 18. јул 2013.                                 |
| Најбољи европски резултат сезоне У-20             | Павел Ивашко                                  | Русија                                        | 45,81                                         | Ријети, Италија                               | 19. јул 2013.                                 |

### Најбољи резултати у 2013. години
Десет најбољих европских атлетичара у трци на 400 метара у 2013. години је пре почетка светског првенства (18. јула 2013) заузимало следећи пласман.
| 1.  | Патрик Добек       | Пољска           | 46,34 | 4. јул    |
| 2.  | Павел Ивашко       | Русија           | 46,39 | 15. јун   |
| 3.  | Батухан Алтинташ   | Турска           | 46,72 | 11. јул   |
| 4.  | Матео Ружић        | Хрватска         | 46,75 | 13. јул   |
| 5.  | Данил Переметов    | Русија           | 46,81 | 15. јун   |
| 6.  | Бастијен Мандру    | Француска        | 46,84 | 29. јун   |
| 7.  | Рикардо Дос Сантос | Велика Британија | 46,90 | 20. април |
| 8.  | Балинт Мориц       | Мађарска         | 46,95 | 8. јун    |
| 9.  | Милош Раовић       | Србија           | 46,98 | 18. мај   |
| 10. | Рафал Смолен       | Пољска           | 46,99 | 4. јул    |

Такмичари чија су имена подебљана учествовали су на ЕП 2013.

## Резултати
,

### Квалификације
Квалификације су одржане 18. јула. Такмичари су били подељени у 4 групе. У полуфинале су се пласирала прва 3 из сваке групе (КВ) и 2 на основу резултата (кв).
Почетак такмичења: група 1 у 12:20, група 2 у 12:28, група 3 у 12:36, група 4 у 12:44.
| Место | Групе | Стаза | Атлетичар              | Земља                | ЛР    | ЛРС   | Резултат | Белешка      |
| ----- | ----- | ----- | ---------------------- | -------------------- | ----- | ----- | -------- | ------------ |
| 1.    | 3     | 8     | Павел Ивашко           | Русија               | 46,39 | 46,39 | 46,24    | КВ, ЕРСј, ЛР |
| 2.    | 4     | 2     | Томас Жордије          | Француска            | 47,01 | 47,01 | 46,71    | КВ, ЛР       |
| 3.    | 4     | 8     | Патрик Добек           | Пољска               | 46,25 | 46,34 | 46,89    | КВ, ЛР       |
| 4.    | 2     | 5     | Лука Јанежич           | Словенија            | 47,43 | 47,43 | 47,06    | КВ, ЛР       |
| 5.    | 4     | 6     | Денис Форсман          | Шведска              | 47,50 | 47,50 | 47,15    | КВ, ЛР       |
| 6.    | 2     | 8     | Бастијен Мандру        | Француска            | 46,84 | 46,84 | 47,20    | КВ           |
| 7.    | 3     | 6     | Олексиј Поздњаков      | Украјина             | 47,52 | 47,52 | 47,21    | КВ, ЛР       |
| 8.    | 4     | 3     | Милош Раовић           | Србија               | 46,98 | 46,98 | 47,22    | кв           |
| 9.    | 3     | 3     | Бен Снаит              | Уједињено Краљевство | 47,14 | 47,14 | 47,26    | КВ           |
| 10.   | 2     | 2     | Рафал Смолен           | Пољска               | 46,99 | 46,99 | 47,29    | КВ           |
| 11.   | 3     | 2     | Балинт Мориц           | Мађарска             | 46,95 | 46,95 | 47,41    | кв           |
| 12.   | 1     | 6     | Матео Ружић            | Хрватска             | 46,75 | 46,75 | 47,42    | КВ           |
| 13.   | 3     | 4     | Александр Красоуски    | Белорусија           | 47,46 | 47,46 | 47,57    | кв           |
| 14.   | 2     | 4     | Сондре Ниволд Лид      | Норвешка             | 46,90 | 47,79 | 47,71    | кв, ЛРС      |
| 15.   | 2     | 6     | Батухан Алтинташ       | Турска               | 46,72 | 46,72 | 47,82    |              |
| 16.   | 1     | 2     | Данил Переметов        | Русија               | 46,81 | 46,81 | 47,85    | КВ           |
| 17.   | 1     | 4     | Марк Кох               | Немачка              | 47,26 | 47,26 | 47,86    | КВ           |
| 18.   | 3     | 5     | Колбејн Ходур Гунарсон | Исланд               | 48,21 | 48,21 | 48,06    | ЛР           |
| 19.   | 2     | 7     | Јосип Шакић            | Хрватска             | 48,22 | 48,22 | 48,11    | ЛР           |
| 20.   | 2     | 3     | Франческо Конти        | Италија              | 48,03 | 48,03 | 48,14    |              |
| 21.   | 4     | 4     | Мирко Романо           | Италија              | 48,20 | 48,20 | 48,16    | ЛР           |
| 22.   | 1     | 3     | Дорук Угурер           | Турска               | 47,73 | 47,73 | 48,22    |              |
| 23.   | 1     | 5     | Давид Барта            | Мађарска             | 47,84 | 47,84 | 48,24    |              |
| 24.   | 4     | 7     | Лукаш Привалинец       | Словачка             | 48,19 | 48,19 | 48,30    |              |
| 25.   | 3     | 7     | Јанис Адријан Никула   | Румунија             |       |       | 48,41    |              |
| 26.   | 1     | 7     | Лука Кропели           | Италија              | 48,24 | 48,24 | 48,57    |              |
| 27.   | 1     | 8     | Лукас Буа              | Шпанија              | 47,19 | 47,19 | 49,24    |              |
|       | 4     | 5     | Дмитриј Хасанов        | Русија               | 47,09 | 47,09 | Диск.    | чл.162.7     |

### Полуфинале
Полуфинале је одржано 18. јула 2013. године. Такмичари су били подељени у 2 групе. У финале су се пласирала прва 2 из сваке групе (КВ) и 2 на основу резултата (кв).
Почетак такмичења: група 1 у 17:55, група 2 у 18:03.
| Место | Група | Стаза | Атлетичар           | Земља                | Резултат | Белешка |
| ----- | ----- | ----- | ------------------- | -------------------- | -------- | ------- |
| 1.    | 2     | 6     | Патрик Добек        | Пољска               | 46,44    | КВ      |
| 2.    | 1     | 4     | Томас Жордије       | Француска            | 46,82    | КВ      |
| 3.    | 1     | 5     | Матео Ружић         | Хрватска             | 46,97    | КВ      |
| 4.    | 1     | 6     | Данил Переметов     | Русија               | 47,09    | КВ      |
| 5.    | 1     | 7     | Рафал Смолен        | Пољска               | 47,11    | кв      |
| 6.    | 2     | 4     | Павел Ивашко        | Русија               | 47,12    | КВ      |
| 7.    | 2     | 1     | Милош Раовић        | Србија               | 47,20    | КВ      |
| 8.    | 2     | 3     | Бастијен Мандру     | Француска            | 47,29    | кв      |
| 9.    | 1     | 3     | Лука Јанежич        | Словенија            | 47,31    |         |
| 10.   | 2     | 7     | Денис Форсман       | Шведска              | 47,59    |         |
| 11.   | 1     | 8     | Бен Снаит           | Уједињено Краљевство | 47,66    |         |
| 12.   | 2     | 8     | Марк Кох            | Немачка              | 47,67    |         |
| 13.   | 2     | 5     | Олексиј Поздњаков   | Украјина             | 48,09    |         |
| 14.   | 1     | 1     | Александр Красоуски | Белорусија           | 48,26    |         |
| 15.   | 1     | 2     | Балинт Мориц        | Мађарска             | 48,69    |         |
|       | 2     | 2     | Сондре Ниволд Лид   | Норвешка             | НС       |         |

### Финале
Финале је одржано 19. јула 2013. године.
Почетак такмичења: у 18:20.
| Место | Стаза | Атлетичар       | Земља     | Резултат | Белешка       |
| ----- | ----- | --------------- | --------- | -------- | ------------- |
|       | 5     | Павел Ивашко    | Русија    | 45,81    | НРј, ЕРСј, ЛР |
|       | 3     | Патрик Добек    | Пољска    | 46,15    | ЛР            |
|       | 4     | Томас Жордије   | Француска | 46,21    | НР, ЛР        |
| 4.    | 6     | Матео Ружић     | Хрватска  | 46,84    |               |
| 5.    | 1     | Бастијен Мандру | Француска | 46,97    |               |
| 6.    | 7     | Милош Раовић    | Србија    | 46,99    |               |
| 7.    | 2     | Рафал Смолен    | Пољска    | 47,02    |               |
| 8.    | 8     | Данил Переметов | Русија    | 48,57    |               |